# Kodoku Experiment
Kodoku Experiment (コドク・エクスペリメント?) è un manga seinen scritto e disegnato da Hoshino Yukinobu in tre volumi e pubblicato in Italia da Flashbook.

## Trama
Si narra della guerra mortale condotta a bordo di un'astronave tra un battaglione dell'esercito spaziale umano e delle creature aliene dagli incredibili poteri, in grado di trasmettere le informazioni usando la luce.
Sullo sfondo ci sono le tematiche care all'autore, la riflessione sulla fragilità dell'essere umano, sulla durezza e la meravigliosità della vita anche in ambienti estremi.